# Nizozemsko kolonijalno carstvo
Nizozemsko kolonijalno carstvo (nizozemski: Nederlands-koloniale Rijk) činili su prekomorski posjedi Nizozemske od 17. do 20. stoljeća.
Temeljilo se na trgovini po cijelom svijetu, pošto je u 17. stoljeću golema trgovačka flota omogućila Nizozemcima postati moćna trgovačka sila. Do kraja 16. stoljeća amsterdamska luka bila je najprometnija u Europi, sa skladištima, bankama i trgovačkim kućama, kao i velikom pomorskom flotom. Nezadovoljni zbog toga što su ih Španjolci i Portugalci isključili iz Južne Amerike, Nizozemci su se zaputili na Daleki istok. Osnovali su Istočnoindijsku kompaniju za svoje trgovce i preuzeli nadzor nad trgovinom na „Otocima začina“ ili Istočnoindijskim otocima, preuzevši Javu i Molučke otoke od Portugalaca.
Nizozemska istočnoindijska kompanija je od 1619. godine imala sjedište u Bataviji (Džakarta) na otoku Javi (danas dio Indonezije). Ova kompanija je imala vojsku i moćnu flotu, koja je protjerala Engleze i Portugalce s Istočnoindijskih otoka i zauzela Cejlon, luku Malaka i nekoliko luka u Indiji. Ona je čak osnovala trgovačku postaju u Japanu, tako da su Nizozemci bili jedini Europljani kojima je to pošlo za rukom.
Nizozemci su pri osvajanju prekomorskih posjeda počinili brojne zločine nad domorocima. Pokolj Acehana na sjeveru Sumatre prilikom nizozemskog osvajanja sultanata Aceh krajem 19. stoljeća jedno je od djela genocida, kao i gotovo potpuno istrijebljenje stanovništva Banda otoka (od 13 000-15 000 preživjelo ih je oko 1000) koje su pobili vojnici Nizozemske istočnoindijske Kompanije uz sudjelovanje japanskih plaćenika i noviji nizozemski pokolj u Rawagedeu za vrijeme indonezijskog rata za neovisnost.

## Kolonije
- Nizozemska istočna Indija, prethodnica današnje republike Indonezije, najveći i najznačajniji nizozemski posjed, od 1800. do 1949.
- Nizozemski Antili (Aruba, Curaçao, Bonaire, Saba, Sveti Eustasius, južni dio otoka Sveti Martin
- Surinam (Nizozemska Gvajana), od 1667. do 1975.

Od potomaka Nizozemaca naseljenih na jugu Afrike nastali su Buri koji su vremenom razvili svoj jezik afrikaans, proistekao iz nizozemskog.